# Ismaeel Abdullatif
Ismaeel Hassan Abdullatif (11 settembre 1986) è un calciatore bahreinita, attaccante dell'Al Muharraq e della Nazionale di calcio del Bahrain.

## Carriera

### Club
Ha giocato nella prima divisione del Bahrein.

### Nazionale
Ha partecipato a 3 edizioni della Coppa d'Asia, nel 2007, nel 2011 e nel 2015.

## Palmarès

### Club

#### Competizioni nazionali
- Bahraini Premier League: 3

Al-Muharraq: 2005-2006, 2006-2007, 2010-2011
- Coppa del Re del Bahrein: 1

Al-Muharraq: 2005
- Coppa della Federazione calcistica del Bahrein: 1

Al-Muharraq: 2005
- Coppa del Principe della Corona del Bahrein: 3

Al-Muharraq: 2006, 2007, 2008
- Supercoppa di Bahrein: 1

Al-Muharraq: 2006

#### Competizioni internazionali
- Coppa dell'AFC: 1

Al-Muharraq: 2008
- Coppa dei Campioni del Golfo: 1

Al-Muharraq: 2012